# 棘冠螺科
棘冠螺科（学名：Angariidae），又名強齒螺科或海豚螺科，是一個海洋腹足綱軟體動物的科。今屬鐘螺目鐘螺總科。

## 屬
本科只有一個現生屬，就是棘冠螺屬；其餘各屬皆只有化石種。詳細按WoRMS紀錄如下：
- 棘冠螺屬（ Röding, 1798）[5]：又名海豚螺属[2]。
- Asperilla Koken, 1896 †
- Astrangaria Pacaud, 2017 †
- Metriacanthus J. C. Fischer, 1969 †
- Tegulacanthus Gründel, Keupp & Lang, 2017 †